# Paulo Mendes Peixoto
Paulo Mendes Peixoto (* 25. Februar 1951 in Imbé) ist ein brasilianischer Geistlicher und römisch-katholischer Erzbischof von Uberaba.

## Leben
Paulo Mendes Peixoto empfing am 8. Dezember 1979 die Priesterweihe für das Bistum Caratinga.
Papst Benedikt XVI. ernannte ihn am 7. Dezember 2005 zum Bischof von São José do Rio Preto. Der Bischof von Caratinga, Hélio Gonçalves Heleno, spendete ihm am 25. Februar des nächsten Jahres die Bischofsweihe; Mitkonsekratoren waren José Eugênio Corrêa, emeritierter Bischof von Caratinga, und Odilon Guimarães Moreira, Bischof von Itabira-Fabriciano. Als Wahlspruch wählte er AD VITÆ MINISTERIUM.
Am 7. März 2012 wurde er zum Erzbischof von Uberaba ernannt. Am 21. März 2018 ernannte ihn Papst Franziskus zusätzlich zum Apostolischen Administrator sede plena und am 12. September desselben Jahres zum Administrator sede vacante des Bistums Formosa. Am 1. Juni 2019 endete dieses Amt mit der Amtseinführung des am 27. Februar 2019 zum Bischof von Formosa ernannten Adair José Guimarães.